# Steve Wojciechowski
Steven Leo Wojciechowski (ur. 11 sierpnia 1976 w Severna Park) – amerykański koszykarz akademicki, polskiego pochodzenia, występujący na pozycjach rozgrywającego lub rzucającego obrońcy, następnie trener koszykarski, obecnie trener drużyny akademickiej Marquette Golden Eagles.
W 1994 wystąpił w meczu gwiazd amerykańskich szkół średnich – McDonald’s All-American.

## Osiągnięcia
Na podstawie, o ile nie zaznaczono inaczej.
NCAA
- Uczestnik:
  - rozgrywek Elite 8 turnieju NCAA (1998)
  - turnieju NCAA (1996–1998)
- Mistrz sezonu zasadniczego konferencji Atlantic Coast (ACC – 1997, 1998)
- Obrońca Roku NCAA według NABC (1998)[3]
- MVP turnieju Maui Invitational (1998)
- Zaliczony do:
  - I składu defensywnego ACC (1997, 1998)
  - II składu ACC (1997)
  - III składu ACC (1998)

Reprezentacja
- Mistrz Ameryki U-18 (1994)

Trenerskie
(Jako asystent trenera)
- Mistrz NCAA (2001, 2010)
- Uczestnik NCAA Final Four (2001, 2004, 2010jako asystent trenera)
- Mistrz:
  - turnieju ACC (2000, 2001, 2002, 2003, 2005, 2006, 2009, 2010, 2011)
  - sezonu regularnego ACC (2000, 2001, 2004, 2006, 2010)